# Hussein Haleem
Hussein Haleem (ur. 5 marca 1969) – malediwski lekkoatleta, olimpijczyk.
Reprezentował Malediwy w biegu maratońskim na Letnich Igrzyskach Olimpijskich 1988, które odbyły się w Seulu. Kolejny raz reprezentował kraj podczas Letnich Igrzysk Olimpijskich 1992 w Barcelonie, gdzie uczestniczył w tej samej dyscyplinie, zajmując 86. miejsce.
Podczas igrzysk olimpijskich w Seulu był również chorążym malediwskiej reprezentacji.